# Amphiacusta mythica
Amphiacusta mythica är en insektsart som beskrevs av Otte, D. och Perez-gelabert 2009. Amphiacusta mythica ingår i släktet Amphiacusta och familjen syrsor. Inga underarter finns listade i Catalogue of Life.